# Cliò
Cliò, pseudonimo di Vincenza Luciani (Fondi, 7 agosto 1973), è una cantante italiana.

## Biografia
La sua carriera inizia nel 1991, quando con il brano Non siamo angeli raggiunge la finale del Festival di Castrocaro. Nello stesso anno, partecipa come cantante solista alla trasmissione Piacere Rai 1, ed in seguito incide il suo primo album Nati per correre via. Nel 1992, partecipa al Cantagiro, dove vince la sezione Nuove Proposte con i brani Non siamo angeli ed Anime bianche, anime nere. Nella stessa estate partecipa alla manifestazione musicale Un disco per l'estate con la canzone Ehi, come ti va, e le sue doti canore le fanno guadagnare il premio La Venere d'argento. Nello stesso anno riceve il premio La stella d’oro come miglior interprete.
Nel 1993, partecipa al Festival di Sanremo con Non dire mai. Nel 1994, partecipa alla manifestazione Olimpico in concerto. Nel 1996 partecipa al premio Mia Martini Nello stesso anno realizza assieme a Loredana Bertè il brano Voglio di più prodotto da Renato Zero e Luca Rustici. Nel 1997, debutta come attrice a teatro nella pièce Canta pagliaccio, è un momentaccio dove affianca l’attrice Antonella Steni. Nel 1999, partecipa alla trasmissione televisiva La canzone del secolo.
Nel 2000, partecipa come ospite al Bengio festival dove nasce una collaborazione con Stefano Di Battista insieme scrivono il brano Anima. Nel 2001, scrive e realizza il singolo Dov'è il coraggio edizioni EMI MUSIC insieme all'autore Paolo Fattorini reinterpretato successivamente da Anna Tatangelo. Nel 2002, scrive e realizza in chiave acustica il suo primo progetto di brani originali che propone con un mini tour in alcuni locali italiani. Nello stesso anno pubblica il singolo Le mie ragioni. Nel Giugno del 2003, presenta con uno showcase presso i locali del Big Mama di Roma il suo progetto di brani inediti, di cui è autrice: la presentazione ebbe un grosso successo. Nel 2004, è in concerto presso il Campus di Cinecittà. Sempre nel 2004, l'editrice T.C.Video2000 Teleroma2 le conferisce il premio "le parole le cose", per la comunicatività dei suoi brani. Realizza il singolo Coincidenza del cuore, colonna sonora del film Stasera lo faccio. Nel 2005, in veste di cantante, partecipa alla serie televisiva Il Capitano. Nello stesso anno è al concerto di Sanremo per gli eventi collaterali organizzato dall'AFI. Nel 2006 è in tour in Italia e Svizzera. Nel 2007, è ospite Big della trasmissione I soliti ignoti di Fabrizio Frizzi. Nello stesso anno si dedica alla realizzazione dell'album I logici cammini evitati, che esce nel giugno 2008 in vendita su Ebay ed Itunes, distribuito da Discoteca Laziale.
Nel 2010, partecipa al progetto Amiche per L'Abruzzo voluto da Laura Pausini. Gestisce la rotazione dello spot radiofonico dedicato all'evento collaborando con più di 500 radio Italiane. Nel 2013, realizza la cover del brano È Vero per la compilation dedicata ad Umberto Bindi prodotta dalla redazione del giornale La voce delle donne contenuta nell'album il mondo solidale. Nel 2015, propone una serie di cover rivisitate in chiave pop/rock corredate da video. Nel 2016, è in tour in Italia ed estero: 3 concerti in Germania presso Congress park Wolfsburg ed Hannover. Nel febbraio 2017, partecipa al Festival di Sanremo durante la manifestazione dedicata agli eventi collaterali presso Villa Ormond durante la trasmissione Sanremo Style, riceve un premio alla carriera come miglior produzione indipendente e per essersi distinta per l’ottima carriera concertistica. Nel 2017, 8 aprile, esce con il nuovo singolo Nuova Aria. Il 12 gennaio 2018 esce il nuovo singolo Amami. Nel 2019, 8 febbraio, durante il Festival di Sanremo riceve, presso la sala stampa Lucio Dalla del teatro Palafiori, il Premio Missione Radio come artista indipendente più ruotata dai circuiti radio privati e per il sostegno che Cliò dedica alla musica indipendente di qualità. Il 28 maggio 2019 esce il singolo SOS e il 28 ottobre 2020 esce Oltre nuovi orizzonti. Il 28 aprile 2022 pubblica il suo nuovo singolo dal titolo 1988 (La cosa Giusta).

## Discografia

### Album in studio
- 1992 - Nati per correre via (Fonit Cetra)
- 1993 - Non dire mai (Fonit Cetra)
- 2008 - I logici cammini evitati

### Singoli
- 1992 - La mia radio (Fonit Cetra, Eurostar)
- 2001 - Dov'è il coraggio (Emi Music)
- 2002 - Le mie ragioni
- 2004 - Coincidenza del cuore
- 2017 - Nuova Aria
- 2018 - Amami
- 2019 - SOS
- 2020 - Oltre nuovi orizzonti
- 2022 - 1988(La cosa giusta)